# Ølene
Ølene är en äng och mosse i Danmark. Den ligger på ön Bornholm som administrativt tillhör Region Hovedstaden. Söder om mossen finns skog och på norra sidan jordbruksmark. Ølene är ett stort och näringsfattigt område samt viltreservat. Området kan överblickas från vägen på mossens östsida. Ortsnavnet Ølene är en bestämd pluralform.